# Haplochromis smithii
Haplochromis smithii är en fiskart som först beskrevs av Castelnau, 1861.  Haplochromis smithii ingår i släktet Haplochromis och familjen Cichlidae. Inga underarter finns listade i Catalogue of Life.